# Personaggi di Chi ha bisogno di Tenchi?
Il seguente è un elenco dei personaggi più importanti della serie di anime e manga Chi ha bisogno di Tenchi?.

## Personaggi principali

### Tenchi Masaki
Tenchi Masaki (天地 柾木?, Masaki Tenchi) è nato il 24 aprile, ed è figlio di Nobuyuki Masaki. Sua madre invece è Kiyone Masaki, nella storia degli OAV, mentre Achika Masaki nella storia delle serie televisive Tenchi muyō! e Shin Tenchi muyō!, ma in entrambi i casi è morta prima dell'inizio della storia. Ha anche una sorella Tennyo Masaki, che compare solo nella terza saga degli OAV. Tenchi Masaki, è suo malgrado l'eroe delle varie vicende dell'universo di Chi ha bisogno di Tenchi?. Un tipico studente di circa 16-18 anni, la cui esistenza prende una piega imprevedibile quando nella sua vita entrano antichi demoni, principesse aliene e poliziotte intergalattiche, che vanno a vivere da lui quando per qualche ragione si trovano sulla Terra. Mentre l'intreccio della storia si fa più complicato, Tenchi comincia a scoprire che egli stesso non solo non è un ragazzo comune, ma non è neppure del tutto umano. Infatti il ruolo di Tenchi nelle serie è quello di personaggio chiave di molte delle storie, senza parlare del fatto che diventa anche l'interesse sentimentale delle sue coinquiline extraterrestri, nonché il mediatore fra le varie liti che si scatenano nella sua casa. Benché sembri non avere molto coraggio nell'esporre i propri sentimenti, ha un atteggiamento molto protettivo nei confronti della sua "famiglia allargata", ed è anche molto fiero nei combattimenti che dovrà affrontare. Benché Tenchi sia uno studente, è molto raro vederlo davvero a scuola (fatta eccezione per la serie Shin Tenchi muyō!). È doppiato da Masami Kikuchi e Stefano Crescentini.

### Ryoko
Ryoko (魎呼?, Ryōko), a seconda della serie in cui appare, può essere un demone millenario risvegliato da Tenchi o una piratessa spaziale inseguita dalla polizia intergalattica, arrivata sulla Terra, in seguito all'avaria della propria astronave. In tutte le versioni della storia comunque si installa in casa di Tenchi e si innamora del ragazzo, lottando con la sua eterna rivale Ayeka, per ottenere le attenzioni del ragazzo. Sotto il suo aspetto cinico e sguaiato, Ryoko è in possesso di una forte sensibilità e di sentimenti veri nei confronti dei suoi amici. Nella serie OVA, Ryoko ha trascorso 700 anni intrappolata in una caverna dopo aver attaccato Jurai, ma la sua creazione risale a circa 4.300 anni prima, cioè poco prima che Washu Hakubi venisse imprigionata da Kagato. Da ciò si evince che la sua età cronologica dovrebbe essere di oltre 5.000 anni. Nella prima serie TV, la sua età cronologica è la stessa di quella di Ayeka (dato che vengono mostrate entrambe bambine più o meno della stessa età). Nella serie OVA, viene spiegato che Washu creò Ryoko combinando le sue stesse cellule con quelle di alcune creature che viaggiavano nello spazio, chiamati Mass. Nella serie TV fra Washu e Ryoko invece non vi è alcun collegamento.
Ryoko è in possesso di enormi poteri. È in grado di volare, dematerializzarsi, attraversare la materia, invocare demoni ed usare come armi palle esplosive e spade di energia. Nel corso delle storie ha anche mostrato altri poteri, come la manipolazione della materia (per esempio la pietra gigantesca nel sesto OAV), la guarigione istantanea (nel primo episodio sostituì la propria mano tranciata) e la creazione di cloni temporanei di se stessa. Comunque, nell'OAV il suo personaggio ha diversi limiti conosciuti; non è in grado di provare alcune sensazioni degli umani, come il gusto ed ha bisogno di una incredibili quantità di alcol per potersi ubriacare. Nel primo film, viene menzionato che Ryoko può teletrasportarsi solo in posti che conosce o in cui è già stata prima. È doppiata da Ai Orikasa e Cinzia De Carolis.

### Ayeka
Ayeka Masaki Jurai (天地 樹雷 阿重霞?, Masaki Jurai Ayeka) è nata il 21 settembre ed è caratterialmente l'esatto opposto di Ryoko. Erede al trono del regno di Jurai, ha un atteggiamento nobile e dignitoso, oltre ad essere di natura gentile ed educata. Occasionalmente mostra un lato di sé più duro e severo, lasciando intuire che sotto la sua placida esteriorità si nasconda una personalità molto più battagliera. Costretta a vivere sulla Terra, quando sulle tracce di Ryoko, la sua astronave venne distrutta, ha sviluppato un profondo sentimento per Tenchi, e per tale ragione è sempre in contrasto con Ryoko. I loro litigi per conquistare il cuore di Tenchi sono uno dei punti di forza della maggior parte dei momenti comici della serie. L'età cronologica di Ayeka è di 720/721 anni, a quanto viene detto nell'OAV, dato che ha passato circa 700 anni in animazione sospesa a bordo della propria astronave, in cerca del fratellastro, nonché suo promesso sposo Yosho. Nella prima serie TV, invece la sua età è all'incirca quella della stessa Ryoko, dato che vengono mostrati numerosi flashback in cui entrambe sono bambine. Nell'OAV il suo nome esteso è Ayeka Masaki Jurai, essendo una discendente della casata Masaki, una delle quattro casate reali di Jurai discendenti diretti del primo imperatore di Jurai. La genealogia della famiglia di Jurai è significativamente differente nella continuità della serie TV, e comunque non viene esplorata a fondo come accade negli OAV. È doppiata da Yumi Takada e Stella Musy.

### Sasami
Sasami Masaki Jurai (天地 樹雷 砂沙美?, Masaki Jurai Sasami) è nata il 14 febbraio ed è la dolce sorella minore di Ayeka. Anche lei vive sulla Terra a casa di Tenchi. A dispetto della sua giovanissima età, Sasami è un'abile cuoca ed ha un incredibile sangue freddo, al punto di riuscire a tenere testa anche la sorella. Con grande dispiacere di Ayeka e Ryoko, anche Sasami mostra molto affetto nei confronti di Tenchi, anche se la bambina guarda al ragazzo più come ad un fratello che altro. Ma la sua vera passione è Ryo-ohki, ed il piccolo cabbitt passa la maggior parte del suo tempo con lei. Anche Sasami ha sangue reale di Jurai, e anche se non è la prima in linea di successione al trono di Jurai, è dotata di enorme potere ed ha il comando di Tsunami, l'astronave di Jurai dalle capacità incredibili.
Nella seconda serie di OAV, Sasami rivela un segreto di se stessa: quando era più piccola ebbe un incidente che quasi le costò la vita. Per salvarle la vita, Tsunami assorbì Sasami, il che significa che adesso Sasami e la sua astronave sono indissolubilmente legate fra loro. Inoltre Sasami crescendo assomiglierà sempre di più alla forma umana di Tsunami. La sua età cronologica è di 708, 709 anni (solo nella serie OAV), dato che ha passato 700 anni in animazione sospesa, mentre era con la sorella Ayeka alla ricerca di Yosho. Nelle serie televisive, invece Sasami più semplicemente ha esattamente l'età che dimostra. Il suo nome completo negli OAV è Sasami Masaki Jurai, essendo una discendente della casata Masaki, una delle quattro famiglie reali di Jurai, discendenti diretti del primo imperatore di Jurai. La storia della famiglia reale di Jurai è sensibilmente differente fra la serie TV e gli OAV, e comunque nella serie TV, non viene mai affrontata a fondo. È doppiata da Chisa Yokoyama e Domitilla D'Amico.

### Mihoshi Kuramitsu
Mihoshi Kuramitsu (九羅密 美星?, Kuramitsu Mihoshi) è nata il 4 novembre e costituisce l'elemento comico della serie. In effetti, la sua goffaggine, la sua tendenza a distrarsi facilmente e a cacciarsi nei guai è spesso il punto di partenza di molte gag della serie. D'altro canto Mihoshi è dolce, amichevole, abbastanza coraggiosa e competente da meritarsi il suo posto di agente nella polizia intergalattica. Porta sempre con sé un incredibile quantitativo di gadget da agente che vanno dal cubo per il controllo, al radar da polsino. È un'importante agente della polizia intergalattica, una organizzazione paramilitare intergalattica strettamente legata al Jurai. Sul lavoro Mihoshi dà il meglio di sé, mostrandosi coraggiosa e piena di iniziativa, anche se ha la tendenza a sottovalutare i problemi e riuscire a cavarsela solo grazie all'intervento della sua collega Kiyone Makibi o alla sua inumana fortuna. Nella serie OAV Chi ha bisogno di Tenchi?, il nonno di Mihoshi è Minami Kuramitsu, maresciallo capo della Polizia Intergalattica, mentre la madre Mitoto è la donna delle pulizie nell'agenzia, e fa la sua prima comparsa nello spin-off della serie Tenchi muyō! GXP. Anche il fratello di Mihoshi, Misao, è un agente della Polizia Intergalattica e capitano di un'astronave. È doppiata da Yūko Mizutani e Barbara De Bortoli.

### Kiyone Makibi
Kiyone Makibi (真備 清音?, Makibi Kiyone) è nata il 5 gennaio ed è una detective della Polizia intergalattica, disperata partner di Mihoshi. Il suo comportamento come agente è esemplare, coraggiosa, competente e scrupolosa sul lavoro. La sua personalità praticamente è all'opposto di quella di Mihoshi, e questo la rende un personaggio difficile da classificare, dato che lei raramente esprime le proprie emozioni apertamente. Kiyone è anche l'unico fra i personaggi principali a non apparire nella serie originale Chi ha bisogno di Tenchi?, comparendo per la prima volta nello speciale Galaxy Police Mihoshi's Space Adventure, ed evidentemente raccogliendo abbastanza consensi da essere inserita come personaggio regolare nella serie televisiva Tenchi muyō!. È doppiata da Yuri Amano e Alessandra Korompay.

### Washu Hakubi
Washu Hakubi (白眉 鷲羽?, Hakubi Washu) è nata il 6 febbraio. È uno dei personaggi più enigmatici della serie Tenchi Muyo!, passando rapidamente dallo stereotipo dello scienziato pazzo a un genio in grado di risolvere qualsiasi cosa. Nella serie OAV è una scienziata di 20.000 anni creatrice di Ryoko e Ryo-ohki, oltre che di altre invenzioni. In seguito si apprende che lei è una delle tre potenti dee, sigillate all'interno di tre gemme, nel tentativo di trovare un essere ancora più potente di lei. Inoltre era l'insegnante di Kagato, prima che questi si convertisse al male, ed aveva un marito e un figlio. Di tutto ciò Washu non aveva memoria fino a quando proprio 20.000 anni prima fu fatta reincarnare. Nella serie televisiva Tenchi muyō!, invece Washu è una professoressa di scienza alla Galactic Academy, espulsa 700 anni prima per aver intrapreso esperimenti troppo pericolosi, ed intrappolata in una caverna terrestre per poi essere liberata da Ryoko. In Shin Tenchi muyō ancora è una scienziata folle assoldata da Ryoko, per aiutarla a rubare un prezioso artefatto del pianeta Jurai.
L'unico punto comune in tutte le serie è il suo incredibile genio, grazie al quale è in grado di creare oggetti di grande utilità ma anche armi micidiali. Sulla Terra ha costruito il proprio laboratorio nella cantina di casa Masaki, dove si è trovata costretta a vivere. Anche Washu sembra avere una cotta per Tenchi, anche se lei sembra trattarlo più che altro come una cavia da laboratorio. Il suo aspetto esteriore è quello di una ragazzina, a causa di un trauma che ha avuto durante l'infanzia, che le ha fatto prendere la decisione di bloccare la propria età fisica e non accedere mai al mondo degli adulti. Nell'idea iniziale di Tenchi Muyo!, Washu avrebbe dovuto avere due forme: una forma illusoria di uomo e poi la sua vera forma di donna. Lei/lui era anche inteso come il nemico principale della serie degli OAV, che avrebbe dovuto uccidere Tenchi alla fine del quinto episodio. È doppiata da Yūko Kobayashi e Laura Latini.

### Ryo-Ohki
Ryo-Ohki (魎皇鬼?, Ryōōki) è una forma di vita in parte organica e in parte artificiale nella forma di cabbitt (metà gatto, cat, e metà coniglio rabbitt). Il cabbitt tuttavia è solo una delle sei possibili che Ryo-Ohki può assumere. Infatti può anche prendere la forma di un'astronave spaziale (quella con cui è precipitata sulla Terra Ryoko), o perfino una forma umanoide. È particolarmente amichevole con Tenchi e Sasami. Nella serie Shin Tenchi muyō, infatti è proprio Sasami (e non Ryoko) la sua proprietaria. Ryo-Ohki ha anche la capacità di volare e dematerializzarsi, e la sua unica debolezza sono le carote.
È doppiato da Etsuko Kozakura e Fabrizio Mazzotta.

### Katsuhito Masaki
Katsuhito Masaki (柾木 勝仁?, Katsuhito Masaki) è il nonno di Tenchi Masaki. Patriarca della famiglia Masaki, nonché gestore del tempio, Katsuhito è un esperto praticante di arti marziali. Ha allevato il nipote Tenchi allenandolo all'arte della spada, rendendolo molto forte. Inizialmente sembra essere un normale essere umano, ma man mano che la storia evolve vengono fuori elementi del suo passato e si scoprirà essere Yōshō Masaki Jurai (柾木 遙照 樹雷?, Masaki Yōshō Jurai), il più grande guerriero di Jurai e promesso sposo di Ayeka, che preferì ritirarsi sulla Terra. È doppiato da Takeshi Aono e Sergio Tedesco.

### Nobuyuki Masaki
Nobuyuki Masaki (柾木 信幸?, Nobuyuki Masaki) è il padre di Tenchi Masaki, ha 43 anni ed è un architetto. Nobuyuki, è spesso dipinto nel corso della serie come una specie di pervertito con la passione per voyeurismo. Inizialmente appare piuttosto scontento dell'insuccesso di suo figlio con le donne, ma si ricrederà quando comincerà a convivere con le varie bellissime aliene che arriveranno a casa sua per via proprio del figlio. Nel primo film Chi ha bisogno di Tenchi? The movie - Tenchi muyo in love si apprende gran parte della sua giovinezza e del suo corteggiamento verso Achika, sua futura moglie. Nella serie OAV invece si fa riferimento alla defunta moglie di Nobuyuki col nome di Kiyone. È doppiato da Takeshi Aono e Ambrogio Colombo.

### Azaka e Kamidake
Azaka (阿座化?, Azaka) e Kamidake (火美猛?, Kamidake) sono i guardiani di Jurai, e servono fedelmente la principessa Ayeka. Hanno l'aspetto di due insegne fluttuanti, e si comportano come guardie del corpo e consiglieri di Ayeka. Possiedono limitati poteri simili a quelli della famiglia Jurai e negli OVA, rimangono sulla Terra insieme alla loro padrona per servirla e proteggerla mentre si trova nel tempio di Tenchi. Nella prima serie TV (Tenchi muyō!), usano la loro energia vitale per far risvegliare gli spiriti di due antichi guerrieri di Jurai, da cui loro stessi hanno preso il nome. Sono doppiati in giapponese rispettivamente da Kenichi Ogata e Wataru Takagi e in italiano da Gaetano Varcasia e Giuliano Santi.

### Sakuya Kumashiro
Sakuya Kumashiro (神代 佐久耶?, Kumashiro Sakuya) è un personaggio che compare esclusivamente in Shin Tenchi muyō!.
Sakuya è, a prima vista, una delle poche ragazze normali ad apparire nella serie. Tenchi e Sakuya si incontrano praticamente subito, quando il ragazzo giunge a Tokyo, e si innamorano l'uno dell'altra istantaneamente. Tuttavia è una ragazza dal carattere molto più forte di quanto possa apparire, dato che effettivamente lei a muovere i fili di ciò che accade a Tenchi. In realtà Sakuya è un essere artificiale creata dalla malvagia entità chiamata Yugi per i propri scopi. Ma quando l'amore della ragazza per Tenchi diverrà troppo forte, Sakuya si ribellerà a Yugi. È doppiata da Mayumi Iizuka e da Maura Cenciarelli.